# يوان يوي
يوان يوي (بالصينية: 袁悦) هي لاعب كرة مضرب صينية، ولدت في 25 سبتمبر 1998.

## وصلات خارجية
- يوان يوي على موقع رابطة محترفات التنس (الإنجليزية)
- يوان يوي على موقع الاتحاد الدولي لكرة المضرب (الإنجليزية)
- يوان يوي على موقع كأس بيلي جين كينغ (الإنجليزية)
- يوان يوي على موقع بطولة ويمبلدون (الإنجليزية)